# Приз Жана Віго
Премія Жана Віґо (фр. Le prix Jean-Vigo) — французька кінематографічна премія, яку заснував 1951 року французький письменник і поет Клод Авелін (фр. Claude Aveline) на честь французького кінорежисера-новатора Жана Віго (1905–1934).
Премію присуджують щорічно «французькому режисерові, що виявив в роботі незалежність думки і оригінальність стилю». На практиці режисерська робота відзначається не за формальними названими ознаками, а за свою соціальну і гуманістичну спрямованість. З 1951 по 1960 рр. премію присуджували або короткометражним, або повнометражним стрічкам. З 1960 року премію присуджують без винятку в кожній з категорій.
Серед лауреатів премії: Альбер Ламоріс, Ален Рене, Олів'є Ассаяс (Olivier Assayas), Клод Шаброль (Claude Chabrol), Арно Деплешен (Arnaud Desplechin), Жан-Люк Годар (Jean-Luc Godard), Моріс Піала (Maurice Pialat), Кріс Маркер і Усман Сембен (Ousmane Sembène), Седрік Кан і Брюно Дюмон, Лоран Канте і Ф. Ж. Оссанг.